# 追金行動
《追金行動》是一部1999年上映的香港動作电影，由姚天虹執導，羅雙漢及孫毅安監製。由徐錦江主演。

## 剧情
在海南裏的金場十箱黃金失竊，由隊長杜仲雄帶領的專案組，前往香港尋回黃金，后得知失竊的黃金是被技工羅強及徐彪搶奪的，警方立刻派生手了得的探員李慧和杜仲雄合作追捕羅強、徐彪……

## 演員表
| 演員       | 角色   | 粵語配音 | 備註 |
| 徐錦江     | 杜仲雄 | 張炳強   | 杜隊長 中國公安，被上司要求帶領專案組前往香港尋回黃金 李慧之合作伙伴，與其尋回黃金 張志華、梁敏之上司 黃警官之下屬 追捕羅強、徐彪，以拿回黃金 羅強、雷天之天敵 徐彪之好友，曾反目，后和好 最后和李慧、張志華一起對付雷天及其手下，成功打敗他們並拿尋回失竊的十箱黃金 |
| 徐忠信     | 徐彪   | 葉振聲   | 本片大反派，后棄暗投明 金場技工，與員工羅強搶奪金場裏十箱黃金 杜仲雄之好友，曾反目，后和好 李慧、張志華之天敵 和雷天、周亨合作，被他們玩弄，后反目 最后被雷天出賣，並與杜仲雄合作打敗雷天及其手下，但被雷天槍殺                                                      |
| 黃錦燊     | 雷天   | 黃志明   | 本片終極大反派 黑幫人物，走私商人 性格心狠手辣 表面上救走被追捕的徐彪，並與其合作，實陷害其 杜仲雄、李慧、張志華之天敵 為了分徐彪其中的黃金，不擇手段地出賣其 最后出賣徐彪，和杜仲雄決戰時被其打至重傷，但仍然在臨死前把徐彪槍殺，之后被杜仲雄槍殺身亡               |
| 大島由加利 | 李慧   | 曾慶珏   | 香港重案組督察 杜仲雄、張志華、梁敏之合作伙伴，與其尋回黃金 黃警官之下屬 追捕羅強、徐彪，以拿回黃金 羅強、雷天、徐彪之天敵 最后和杜仲雄、張志華一起對付雷天及其手下，成功打敗他們並拿尋回失竊的十箱黃金                                                              |
| 徐小健     | 張志華 | 羅偉傑   | 中國公安 李慧之合作伙伴，與其尋回黃金 梁敏之同事 杜仲雄、黃警官之下屬 追捕羅強、徐彪，以拿回黃金 羅強、雷天、徐彪之天敵 最后和杜仲雄、李慧一起對付雷天及其手下，成功打敗他們並拿尋回失竊的十箱黃金                                                                   |
| 陳肖明     | 梁敏   |          | 中國公安 李慧之合作伙伴，與其尋回黃金 張志華之同事 杜仲雄、黃警官之下屬 追捕羅強、徐彪，以拿回黃金 羅強、雷天、徐彪之天敵 最后被雷天手下抓走，后獲走 |
| 黃子揚     | 歐榮   | 陳旭明   | 黑幫小混混 羅強、曹榮之合作伙伴，與其獨吞黃金 張志華之同事 徐彪之前手下 杜仲雄、李慧、張志華、梁敏之天敵 后被周亨手下殺死 |
| 龍方       | 周亨   | 黃志明   | 本片反派 黑幫老大 和徐彪合作，實陷害其 性格心狠手辣 殺害歐榮 后打算殺死徐彪時被其反殺 |
| 米奇       | 羅強   | 張炳強   | 本片反派 海南裏的金場技工 和徐彪合作，但被其出賣 性格心狠手辣 和徐彪搶走海南裏的金場十箱黃金 曹榮之老大 后被杜仲雄抓拿歸案 |
| 程守一     | 曹榮   |          | 黑幫小混混 稱號：毛曹 羅強之手下 歐榮之合作伙伴，與其獨吞黃金 后被杜仲雄抓拿歸案 |
| 林華勳     | 黃警官 | 陳旭明   | 香港重案組縂督察 杜仲雄、李慧、張志華、梁敏之上司 介紹李慧給杜仲雄認識，讓兩人合作尋回海南裏的金場十箱失竊的黃金 |